# Chattisgarh
Chattisgarh – også stavet "Chhattisgarh" – er en indisk delstat. Det var tidligere den østlige del af Madhya Pradesh.
Hovedsproget er Hindi, men Chattisgarhs mundart er ganske særpræget.[kilde mangler]
- Wikimedia Commons har flere filer relateret til Chattisgarh

21°16′N 81°36′Ø / 21.27°N 81.6°Ø